# Fernando Ocaña
Fernando Garcilaso de la Vega Ocaña (Sevilla, 1949) es publicista, presidente y fundador español de Tapsa. Es autor de campañas como las de ONCE, Mutua Madrileña, el lanzamiento de Amena y Curro se va al Caribe, para Halcón Viajes. Fue promotor del primer Código de Conducta Publicitaria de España. Es especialista en la construcción de marcas, en creatividad eficaz y planificación estratégica, actualmente es miembro del Consejo de Administración y VicePresidente de Prisa Media (El país, Cadena SER, As, etc). En 2022 crea el campus de Formación Profesional PRO2 - La Otra FP.

## Biografía
Ocaña es licenciado en Ciencias Económicas por la Universidad de Málaga, institución que le nombró Alumno de Honor en 2009, y con la que colabora en la celebración de cursos de verano y actividades relacionadas con el marketing, la publicidad y el sector audiovisual. En 2007 crea la Fundación Garcilaso de la Vega, cuyo objetivo es poner en valor la figura de su antepasado, Garcilaso de la Vega, como uno de los grandes escritores del Siglo de Oro español.
Artífice de campañas como la '"Curro se va al Caribe'", el lanzamiento de ‘Amena’, ‘Tener Fortuna es…’ o más recientemente, de la candidatura 2020 de Madrid, como Ciudad Olímpica, Ocaña inició su carrera en Colgate-Palmolive España. Tras varios años en el área de marketing de esta compañía, ficha por RJ Reynolds Tobacco International como director de marketing.
En 1981 crea Tapsa convirtiéndola en solo seis años en líder del mercado publicitario español, manteniéndose como número uno durante los seis años siguientes. En 1986 TAPSA pasa a formar parte de la multinacional NW Ayer Worldwide, con presencia en 107 países y con sede en Nueva York. Desde ese momento Fernando Ocaña es el primer europeo miembro del Board{{ Mundial y accionista de la Compañía.
En 1986 funda CICM, como compañía de medios del grupo y en 1988 Full Contact, como empresa de Marketing. Cinco años después, organiza una red de agencias con presencia en 19 países europeos bajo el nombre de Wilkens Europa. En 1997 Wilkens Europa se incorpora a Foote, Cone & Belding Worldwide, agencia número uno en Estados Unidos,[cita requerida] con 152 oficinas en los cinco continentes. Como resultado de esta adquisición TAPSA pasó a denominarse FCB/TAPSA y Fernando Ocaña pasa a formar parte del Board Mundial de la multinacional.
En mayo de 2007 TAPSA se integra, como agencia independiente, en la agencia de publicidad WPP, manteniendo Fernando Ocaña la presidencia. En 2011 crea para el grupo AdScript compañía especializada en contenidos y entretenimiento.
En enero de 2013 TAPSA y YOUNG & RUBICAM Madrid (ambas compañías pertenecientes al Grupo WPP) se fusionan creando la agencia TAPSA|Y&R, que preside.
En mayo de 2022 crea junto a otros cuatro socios el Campus de FP "Pro2 - La Otra FP".
Actualmente es miembro del Consejo de Administración y Vicepresidente de Prisa Media (Diario EL PAÍS, Cadena SER, As, HuffPost y medios internacionales).
Conferenciante en foros universitarios, económicos y publicitarios, ha sido jurado de festivales publicitarios en Cannes, Clío, New York, San Sebastián, etc.
Fernando Ocaña es doctor honoris causa por la Escuela Superior ESERP (Universidad de Barcelona).[cita requerida]
Es doctor honoris causa en Advertising Science por la Constantinian University (USA).[cita requerida]
Es académico de la Academia de la Gastronomía y el Vino de Andalucía, y miembro del Consejo Asesor de la Bienal de Flamenco de Sevilla.[cita requerida] En 2010 fue nombrado director general del Festival de Cine Fantástico de Málaga (FANCINE) por la Universidad de Málaga.
En 2015 fue nombrado Cónsul General Honorario de Jamaica en España.
Es Consejero y Miembro Fundador de la ONG BEST BUDDIES para ayudar a niños con discapacidad intelectual o del desarrollo.
En diciembre de 2024 ha sido nombrado académico de la Academia de la Diplomacia del Reino de España.

## Obras
Ha publicado varios libros sobre publicidad.
- 20 ideas sobre Publicidad. EDICIONES B. ISBN 9788440679260
- 20 apuntes sobre Publicidad en Internet. Ediciones B-Byblos. ISBN 9788466606509
- 20 claves para hacer equipo. EDICIONES B. ISBN 9788466609784
- La Publicidad contada con sencillez. Editorial MAEVA. ISBN 9788496231726

## Premios y reconocimientos
- "Premio Universidad de Sevilla, Modalidad Publicidad, que otorga anualmente la citada institución.
- "Premio "José María Izquierdo" que otorga anualmente el Ateneo de Sevilla.
- 2001: Premio Aster de Comunicación, por sus aportaciones a lo largo de su trayectoria a este sector.[8]
- 2007: Único publicista incluido en el ranking de los cien directivos más prestigiosos del Monitor Español de Reputación Corporativa (MERCO) de 2007.
- “Honorary Degree” (doctor honoris causa), máxima distinción académica que entrega anualmente la Escuela Superior ESERP (Universidad de Barcelona).
- 2013: Doctor honoris causa en Advertising Science por la Constantinian University (USA).[9]
- 2014: Caballero de la Orden de Malta.
- 2024: Académico de la Academia de la Diplomacia del Reino de España.